# Paquinou
Paquinou est une fête célébrée dans les villages baoulés en Côte d'Ivoire pendant le week-end de Pâques. Paquinou signifie littéralement en langue baoulé « pendant la Pâque ».

## Déroulement
D'une durée de trois jours, du vendredi au dimanche, il s'agit d'une fête incontournable à l'occasion de laquelle les Baoulé qui ont émigré dans d'autres villages, en ville voire à l'étranger, reviennent dans leurs villages d'origine pour des réjouissances en famille et participer à des projets de développement rural.
Le vendredi est ainsi l'occasion de se déplacer pour rejoindre les villages. Dans la capitale ivoirienne, Paquinou suscite une véritable cohue à la principale gare routière d’Abidjan-Adjamé le vendredi, avec de très nombreux Abidjanais baoulé qui prennent d'assaut toute la journée les compagnies de bus pour se rendre en pays baoulé.
Le samedi est la journée des palabres, pour régler les différends au sein de la communauté, faire le point, et présenter des projets.
Enfin le dimanche, après une nuit de fête en plein air, on exhibe le masque Goli qui ne sort que lors de grandes occasions, un masque en forme de tête de buffle surmonté de cornes aux couleurs des Baoulé, c'est-à-dire rouge, blanc et noir. Le danseur, avec une chevelure en raphia et une peau de bête, se déplace dans tous les sens aux sons des tambours et bénit ainsi le village.
Il s'agit aussi du moment choisi par les notables pour introniser des chefs coutumiers.

## Activité économique
À Paquinou, l’activité économique est intense, tout particulièrement dans les domaines du transport, de l’hôtellerie et de la restauration.
Paquinou est l'occasion d'un regain d'audience de la musique tradi-moderne baoulé.

## Origine
Il existe plusieurs versions de l'origine de Paquinou :
- Un mouvement inauguré par le chef du canton Gblo qui est invité à Diabo vers 1970, les cadres originaires de la région (fonctionnaires, planteurs, etc.) font leur rentrer à l’occasion de la fête de Pâques afin de faire des réunions sur les moyens de développement de la région[4].
- En raison de la construction du barrage de Kossou en 1969, près de 100 000 paysans baoulé sont déplacés. À partir de 1980, ces derniers se sont mis à revenir en pèlerinage sur leurs anciennes terres. Par mimétisme, les Baoulé d'autres régions et citadins ont commencé à les imiter[5].

Quelle que soit la version, il parait clair la période pascale a été choisie parce qu'elle constituait un long week-end est plus long, et que les planteurs de cacao sont disponibles car la vente des récoltes se termine à la fin du mois d'avril,.